# Rudolph Palme
Rudolph Palme, född den 23 oktober 1834, död den 8 januari 1909, var en tysk orgelspelare.
Palme blev organist i Magdeburg och gjorde sig ett namn som virtuos på orgel och som komponist för detta instrument. Hans sonater, koralförspel, fantasier et cetera vann betydande utbredning. Palme skrev också manskörer och andliga sånger för skola och kyrka med mera.